# The Great Divide
The Great Divide is het tweede album van de band Unida. Het album is nooit officieel uitgebracht. Het is wel op het internet uitgelekt.
Het album is ook bekend onder de titels "For The Working Man" en "El Coyote".

## Tracklist: The Great Divide
| Nr. | Titel                                          | Duur |
| --- | ---------------------------------------------- | ---- |
| 1   | Puppet Man                                     |      |
| 2   | Stray (Leaf Hound Cover)                       |      |
| 3   | Summer                                         |      |
| 4   | King                                           |      |
| 5   | Cain                                           |      |
| 6   | Vince Fontaine                                 |      |
| 7   | Hangman's Daughter                             |      |
| 8   | Glory Out                                      |      |
| 9   | Slaylina                                       |      |
| 10  | MFNO                                           |      |
| 11  | Last Day                                       |      |
| 12  | Trouble                                        |      |
| 13  | Human Tornado (nieuwe versie)                  |      |
| 14  | Thorn (nieuwe versie)                          |      |
| 15  | Wet Pussycat (nieuwe versie)                   |      |
| 16  | The Thing That Should Not Be (Metallica Cover) |      |

## Tracklist: For The Working Man
| Nr. | Titel              | Duur  |
| --- | ------------------ | ----- |
| 1   | Left Us To Mold    | 5:52  |
| 2   | Puppet Man         | 2:38  |
| 3   | Stray              | 3:34  |
| 4   | Summer             | 3:51  |
| 5   | King               | 5:25  |
| 6   | Cain               | 5:49  |
| 7   | Vince Fontaine     | 5:53  |
| 8   | Hangman's Daughter | 4:53  |
| 9   | Glory Out          | 3:54  |
| 10  | Slaylina           | 4:52  |
| 11  | M.F.N.O.           | 2:52  |
| 12  | Last Day           | 10:30 |

## Bezetting
- John Garcia - zang
- Scott Reeder - basgitaar
- Arthur Seay - gitaar
- Miguel Cancino - drum

## Overige Informatie
- Het nummer "Stray" is een cover van de band Leave hound.
- Het nummer "Left Us To Mold" komt van het complicatiealbum High Volume. De overige nummers zijn nooit officieel uitgebracht.
- Het album "For The Working Man" is in 2008 op tijdens liveshows verkocht.